# Prins Karl Gustav (1686–1687)
Karl Gustav, även Carl Gustav, född 27 december 1686 (n.s.), död 13 februari 1687, var en svensk prins, och son till kung Karl XI och drottning Ulrika Eleonora. Han dog två månader gammal.
Han är begravd i Karolinska gravkoret i Riddarholmskyrkan i Stockholm.

## Bilder

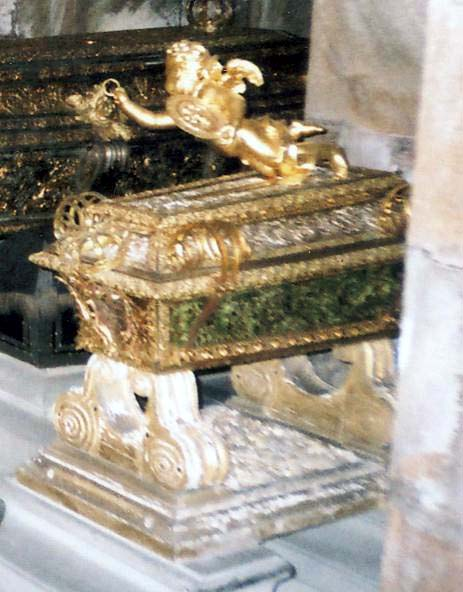
Prins Karl Gustavs kista.